# Ляров Олександр Андрійович
Ляров Олександр Андрійович (спр. прізвище Гіляров; 1839 Сапожок, Рязанська губернія — 1 [14] травня 1914, Санкт-Петербург) — оперний і камерний співак (бас), соліст Большого і Маріїнського театрів.

## З життєпису
Народився в сім'ї священика. Закінчив Рязанську семінарію, де співав у церковному хорі. З 1862 навчався співу в Санкт-Петербурзі.
У 1869 дебютував в партії Івана Сусаніна («Життя за царя» Глінки) на сцені Київської опери. У тому ж році вступив до Санкт-Петербурзької консерваторії, де під керівництвом К. Еверарді) займався до 1871 року.
У сезонах 1869—1870 і 1871—1875 виступав на сцені Київської опери, в 1878—1887 — в Києві, Харкові, Одесі, Новочеркаську, Тифлісі, Таганрозі та ін.
У 1875—1878 — соліст Большого театру (Москва), 1888 — Маріїнського театру (Санкт-Петербург).
У 1888 в складі антрепризи В. Любимова гастролював в Берліні, Лондоні, Ліверпулі, Манчестері, Бірмінгемі, Копенгагені. Потім до 1894 виступав на провінційних сценах і в Петербурзі, а пізніше епізодично також співав у концертах.
Володів рідкісним за красою і силою голосом густого, м'якого «оксамитового» тембру і широкого діапазону, прекрасною вокальною школою, акторським темпераментом; мав яскраву сценічну зовнішність. Виконання відрізнялося задушевністю, тонким почуттям стилю. П. Чайковський писав про голос співака, що він «не має собі рівного в Росії», відзначав сценічну майстерність артиста в партії Івана Сусаніна («Життя за царя» М. Глінки, в цій партії А. Ляров виступив 238 разів).
У 1894 залишив сцену. В останні роки життя працював чиновником військового відомства.